# Els Blues Brothers (pel·lícula)
Els Blues Brothers és una pel·lícula estatunidenca dirigida per John Landis, estrenada el 1980. Té com a argument la història fictícia de The Blues Brothers. S'ha doblat al català.
S'estrena a les pantalles de cinema, amb Aretha Franklin, James Brown, Cab Calloway, Ray Charles, John Lee Hooker, Carrie Fisher, Frank Oz, Steven Spielberg, John Candy, Joe Walsh, Pinetop Perkins, Chaka Khan i Paul Reubens. La pel·lícula està ambientada a Chicago. The Blues Brothers van sortir de gira aquell any per promocionar la pel·lícula.

## Repartiment
- John Belushi: Jake "Joliet" Blues
- Dan Aykroyd: Elwood Blues
- James Brown:
- Cab Calloway:
- Ray Charles:
- Aretha Franklin:
- Matt Murphy: Matt "Guitar" Murphy
- Steve Cropper: Steve, el Coronel Cropper
- Donald Dunn: Donald "Duck" Dunn
- Murphy Dunne: Murph
- Willie Hall: Willie "Too Big" Hall
- Tom Malone: Tom "Bones" Malone
- Lou Marini: Lou "Blue" Marini
- Alan Rubin: Mr. Fabulous
- Carrie Fisher: Mistery Woman
- Henry Gibson: Head Nazi
- John Candy: Burton Mercer
- Paul Reubens: cambrer a cal Paul
- Steven Spielberg: Cook County Assessor's Office Clerk